# Silly (musikgrupp)
Silly, ursprungligen Familie Silly, är en tysk rock/popband som grundades 1978 i Östberlin. Bandet blev huvudsakligen på grund av den karismatiska sångaren Tamara Danz en av Östtyskland populäraste musikgrupper. Andra bandmedlemmar vid grundandet var Thomas Fritzsching (gitarr/sång, ersattes stegvis av Uwe Hassbecker), Matthias Schramm (basgitarr, 2007, ersattes sedan 1982 stegvis av Jäcki Reznicek), Manfred Kusno och Ulrich Mann (keyboards, ersattes 1982 av Rüdiger "Ritchie" Barton) och Mike Schafmeier (trumset, ersattes 1984 av Herbert Junck). Tamara Danz dog 1996 i cancer och hennes plats fylldes i början av olika inhyrda sångare innan skådespelaren Anna Loos 2006 tog över.

## Historia
Bandet ville redan från början heta Silly men de östtyska myndigheterna godkände inte denna anglicism. Därför valdes Familie Silly, där Silly var namnet till bandets maskot – en katt. 1982 när bandet var välkänt i hela landet ändrades namnet utan problem till Silly.
Konserter utanför Östtyskland gjordes främst i andra stater av östblocket, de var till exempel mycket framgångsrik i Rumänien, samt i Norge.
I början av 1980-talet började Silly samarbeta med låtskrivaren Werner Karma. Hans texter kritiserade de rådande förhållanden i Östtyskland men på grund av den poetiska krypteringen kom de förbi den östtyska censuren. Sångaren Tamara Danz förklarade efter Tysklands återförening att de fyllde sina sånger avsiktlig med så kallade "gröna elefanter", alltså textställen som utan tvekan blev censurerade. När dessa textställen var borttagen blev de krypterade ställen kvar.
Senare under 1980-talet ändrades bandets sammansättning flera gånger. Kort före Östtysklands sammanbrott blev bandets texter mera direkt. Några bandmedlemmar deltog aktiv i den politiska reformen, Tamara Danz undertecknade till exempel en resolution av landets rockmusiker och låtskrivare för en öppen stat där oppositionella partier var tillåten.
Efter Tysklands återförening hade bandet konserter i andra delar av Tyskland, Danmark, Sverige, Österrike och USA. Efter Tamara Danz död spelade bandet bara tillfällig tillsammans, ofta med inhyrda gästmusiker.
2006 fick bandet en ny sångare i Anna Loos och samtidig ökade antalet inspelningar och konserter igen.

## Medlemmar
Nuvarande medlemmar
- Anna Loos – sång (2006–)
- Ritchie Barton — keyboard (1982–)
- Uwe Hassbecker — gitarr (1986–)
- Jäcki Reznicek — basgitarr (1986–)

Tidigare medlemmar
- Tamara Danz — sång (1977–1996; död 1996)
- Thomas Fritzsching — gitarr (1977–1994)
- Mathias Schramm — basgitarr (1977–1986; död 2007)
- Michael Schafmeier — trummor, sång (1977–1984)
- Ulrich Mann — keyboard (1977–1981)
- Manfred Kusno — keyboard (1977–1981)
- Herbert Junck — trummor (1984–2005; död 2005)

Turnerande medlemmar
- Reinhard Petereit — gitarr
- Daniel Hassbecker — cello, keyboard
- Bastian Reznicek — trummor
- Ronny Dehm — trummor

## Diskografi

### Album
- 1981: Tanzt keiner Boogie? (Amiga)
- 1983: Mont Klamott (Amiga)
- 1984: Zwischen unbefahrenen Gleisen (Amiga, blev förbjuden av Östtysklands myndigheter)
- 1985: Liebeswalzer (Amiga, ändrad version av Zwischen unbefahrenen Gleisen med annat namn)
- 1986: Bataillon d'Amour (Amiga)
- 1989: Februar (Amiga)
- 1993: Hurensöhne
- 1996: Paradies
- 1996: Best of Silly Vol. 1
- 1997: Best of Silly Vol. 2
- 1999: Silly + Gundermann & Seilschaft Unplugged
- 1999: Traumteufel
- 2005: Silly Klassiker + Sounds
- 2006: Silly – Die Original Alben (8-CD-Box)
- 2006: Silly & Gäste - Live in Berlin (Konsert i Berlin 16 oktober 2005, dubbel-CD)
- 2008: Der Mond und andere Liebhaber (Soundtrack till filmen med samma namn)
- 2010: Alles Rot (Island)
- 2013: Kopf An Kopf
- 2016: Wutfänger
- 2016: Tamara Danz - Asyl im Paradies - 1952-1996

### Video
- Best of Silly
- Silly + Gundermann & Seilschaft Unplugged

### DVD
- 2002: flüstern & SCHREIEN med Feeling B, Chicoree, Silly och andra rockgrupper
- 2004: 25 Jahre Silly
- 2006: Silly und Gäste (Konsert i Berlin 16 oktober 2005)
- 2008: Silly - Tamara (3 DVD + CD + Buch)

### Singlar
- 1980: "Tanzt keiner Boogie?" (Rocktopus/Hansa, Förbundesrepubliken Tyskland)
- 1980: "Pack' deine Sachen" (Amiga)
- 1982: "Dicke Luft" (Amiga)
- 1983: "Mont Klamott" (Pool/Teldec)
- 1984: "Die Ferne" (Amiga)
- 1986: "Bataillon d'Amour" (CBS)
- 1987: "Panther im Sprung" (CBS)
- 1988: "Verlorne Kinder" (BMG)
- 1989: "Paradiesvögel" (BMG)
- 1993: "Hurensöhne" (MCD, DSB)
- 1993: "Bye Bye" (MCD, DSB)
- 1996: "Asyl im Paradies" (MCD, SPV)
- 2010: "Ich sag nicht ja" (MCD)
- 2010: "Alles Rot" (MCD)